# Niono
Niono ist eine Siedlung und Gemeinde in der Region Ségou in Mali. Die Gemeinde hat eine Fläche von etwa 477 Quadratkilometern und umfasst die Stadt und umliegende Dörfer. Bei der Volkszählung 2009 hatte die Gemeinde 81.643 Einwohner. Die Stadt ist die Hauptstadt des Kreises Niono, einer von sieben Untereinheiten (Cercles) der Region Ségou. Sie liegt am nordwestlichen Rand des inneren Nigerdeltas, in der Nähe des Hauptkanals des Flusses Niger.

## Geschichte
Niono ist eine wichtige Stadt des Bewässerungssystems Office du Niger, das in den letzten Jahrzehnten der französischen Kolonialherrschaft eingerichtet und nach der Unabhängigkeit vom malischen Staat weitergeführt wurde. Das Wasser des Niger wird am Markala-Damm 35 km flussabwärts von Ségou in ein Kanalsystem umgeleitet. Das Wasser fließt 65 km nach Norden in den Canal du Sahel und wird dann zur Bewässerung der flachen Schwemmlandebenen um Niono verwendet, die Teil des Delta Mort (Totes Delta) sind. Obwohl die französische Kolonialverwaltung das System für die Produktion von Baumwolle für die Textilindustrie errichtete, ist das wichtigste landwirtschaftliche Produkt heute Reis.

## Sehenswürdigkeiten
Die Große Moschee von Niono ist vielleicht die international bekannteste Sehenswürdigkeit der Stadt und wurde 1983 mit dem Aga-Khan-Preis für Architektur ausgezeichnet. 1945 wurde an dieser Stelle eine Moschee errichtet, die später erweitert wurde. Das heutige Gebäude stammt aus dem Jahr 1973. 

## Einwohnerentwicklung
Die folgende Übersicht zeigt die Einwohnerzahlen nach dem jeweiligen Gebietsstand seit der Volkszählung 1998.
| Jahr          | Einwohner |
| ------------- | --------- |
| 1998 (Zensus) | 54.251    |
| 2009 (Zensus) | 81.643    |